# Georges Nachtergael
Georges Nachtergael (* 23. Mai 1934 in Huizingen; † 18. Oktober 2009) war ein belgischer Papyrologe.

## Leben
Nach der Promotion in Brüssel 1973 wurde er Professor an der Université libre de Bruxelles.

## Schriften (Auswahl)
- Les Galates en Grèce et les Sôtéria de Delphes. Recherches d’histoire et d’épigraphie hellénistiques. Brüssel 1977, OCLC 682521985.
- La collection Marcel Hombert. Brüssel 1978, OCLC 955578812.
- mit Claire Préaux und Simon Byl:  Le paysage grec. Brüssel 1979, ISBN 3-123-45678-9.
- als Herausgeber: Les lettres de Pierre Jouguet à Evaristo Breccia, à Girolamo Vitelli et à Medea Norsa. (1905–1949). Florenz 2008, ISBN 978-88-89250-07-5.